# ایستگاه فریمان
ایستگاه فریمان یک منطقهٔ مسکونی در ایران است که در دهستان سنگ بست واقع شده‌است. ایستگاه فریمان ۸۷ نفر جمعیت دارد.